# John Benton Callis
John Benton Callis (* 3. Januar 1828 in Fayetteville, North Carolina; † 24. September 1898 in Lancaster, Wisconsin) war ein US-amerikanischer Politiker (Republikanische Partei).

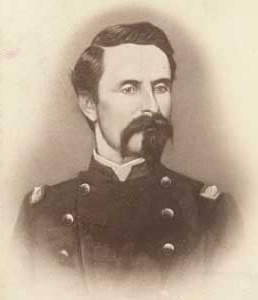
John Benton Callis, etwa um 1860

## Werdegang
Seine Familie zog 1834 nach Tennessee, wo sie sich zuerst im Carroll County niederließ, und von dort dann 1840 nach Lancaster (Wisconsin). In dieser Zeit besuchte John Gemeinschaftsschulen. Er studierte drei Jahre lang Medizin, gab es aber schließlich auf. Callis ging 1849 nach Minnesota. Dann zog er 1851 nach Kalifornien, wo er Bergbau- und Handelsgeschäften nachging. Danach ging er 1853 nach Mittelamerika. Im Herbst desselben Jahres kehrte er allerdings nach Lancaster zurück, wo er sich wieder Handelsgeschäften widmete.
Callis verpflichtete sich nach Ausbruch des Bürgerkrieges in der Unionsarmee, wo er zu Anfang den Dienstgrad eines Lieutenant bekleidete. Am 30. August 1861 wurde er dann zum Captain im 7. Regiment, Wisconsin Volunteer Infanterie befördert und am 5. Januar 1863 zum Major. US-Präsident Lincoln ernannte ihn 1864 zum Militärinspektor (military superintendent) im Kriegsministerium in Washington. Callis wurde dann am 11. Februar 1865 zum Lieutenant Colonel befördert. Nach dem Ende des Krieges ließ er sich 1865 in Huntsville (Alabama) nieder. Er gab am 4. Februar 1868 sein Offizierspatent zurück.
Nach der Wiederaufnahme von Alabama in die Union wurde er ins Repräsentantenhaus des 40. US-Kongresses gewählt, wo er vom 21. Juli 1868 bis zum 3. März 1869 verblieb. Callis entschied sich 1868 nicht zu Wiederwahl anzutreten. Dann kehrte er nach Lancaster zurück, wo er Immobiliengeschäften nachging. Er war 1874 Mitglied in der Wisconsin State Assembly. Danach zog er sich aus dem öffentlichen Leben zurück. Er verstarb 1898 in Lancaster und wurde dort auf dem Hillside Cemetery beigesetzt.